# Superliga 2001/02 (Spanien)
Die Saison 2001/02 war die 28. Spielzeit der Superliga, der höchsten spanischen Eishockeyspielklasse. Meister wurde zum zweiten Mal in der Vereinsgeschichte der FC Barcelona.

## Hauptrunde

### Modus
In der Hauptrunde absolvierte jede der sechs Mannschaften insgesamt 15 Spiele. Die vier bestplatzierten Mannschaften qualifizierten sich für die Playoffs, in denen der Meister ausgespielt wurde. Für einen Sieg erhielt jede Mannschaft drei Punkte, bei einem Unentschieden gab es ein Punkt und bei einer Niederlage null Punkte.

### Tabelle
|    | Klub           | Sp | S  | U | N  | Tore  | Punkte |
| -- | -------------- | -- | -- | - | -- | ----- | ------ |
| 1. | CH Jaca        | 15 | 12 | 2 | 1  | 82:44 | 38     |
| 2. | CG Puigcerdà   | 15 | 10 | 3 | 2  | 71:35 | 33     |
| 3. | FC Barcelona   | 15 | 7  | 3 | 5  | 76:51 | 24     |
| 4. | CH Txuri Urdin | 15 | 6  | 1 | 8  | 42:67 | 19     |
| 5. | CH Majadahonda | 15 | 2  | 2 | 11 | 33:68 | 8      |
| 6. | CH Gasteiz     | 15 | 1  | 3 | 11 | 28:66 | 6      |

Sp = Spiele, S = Siege, U = unentschieden, N = Niederlagen, OTS = Overtime-Siege, OTN = Overtime-Niederlage, SOS = Penalty-Siege, SON = Penalty-Niederlage

## Playoffs

### Halbfinale
- CH Jaca – CH Txuri Urdin 2:1 (3:1, 2:6, 8:2)
- CG Puigcerdà – FC Barcelona 0:2 (3:5, 0:6)

### Finale
- CH Jaca – FC Barcelona 2:3 (7:3, 2:8, 7:2, 5:7, 2:4)